# Jungermannia cyclops
Jungermannia cyclops là một loài Rêu trong họ Jungermanniaceae. Loài này được S. Hatt. mô tả khoa học đầu tiên năm 1948.